# Eilhard Wiedemann
Pour les articles homonymes, voir Wiedemann.
Eilhard Ernst Gustav Wiedemann (né le 1er août 1852 à Berlin et mort le 7 janvier 1928 à Erlangen) est un physicien et historien des sciences allemand. 

## Formation et carrière
Eilhard Wiedemann est le fils du physicien Gustav Heinrich Wiedemann (1826–1899) et le frère de l'égyptologue Alfred Wiedemann (1856–1936).
En 1891, Wiedemann est devenu le père d'Eilhard Wiedemann (de), qui est devenu plus tard professeur de sylviculture.
Il étudie la physique à l'université d'Heidelberg et celle de Leipzig, et obtient son doctorat en 1872 avec une thèse intitulée « Über die elliptische Polarisation und ihre Beziehung zu den Oberflächenfarben der Körper » consacrée à la  polarisation de la lumière.
Wiedemann est professeur privé à Leipzig depuis 1876, professeur agrégé à Leipzig en 1878 et professeur de physique à l'université d'Erlangen en 1886, après avoir été professeur à Darmstadt en 1886. 

## Travaux
Depuis 1877, lui et son père ont longtemps édité les suppléments aux Annalen der Physik. Eilhard Wiedemann s'est intéressé à une large variété d'intérêts.
En physique, il a notamment travaillé sur les phénomènes de fluorescence et de phosphorescence. Il est l'auteur du terme luminescence en 1888, à partir du mot latin lumen, signifiant lumière, puis le terme « thermoluminescence » en 1895 avec Friedrich Schmidt.
Avec les chercheurs allemands Heinrich Hertz et Eugen Goldstein, il a mené des expériences sur les tubes de Crookes, pensant que des vibrations de l'éther constituaient une nouvelle forme de rayonnement électromagnétique, et qu'elles étaient distinctes des porteurs de courant dans le tube,.
En histoire des sciences, il s'est intéressé en particulier à l'héritage des traditions arabes. Par exemple, avec son assistant Friedrich Hauser (de) sur les horloges dans l'islam médiéval. 
Parmi ses doctorants figure Hans Geiger (1882-1945).

## Prix et distinctions
En 1887, il est élu membre de l'Académie allemande des sciences Leopoldina . De 1885 à 1886, il est membre extraordinaire de l'Académie des sciences de Saxe. En 1919, l'association étudiante AMV Fridericiana Erlangen (de) en fait un membre honoraire. Ses manuscrits, notes et correspondance sont conservés au Deutsches Museum de Munich. 

## Publications

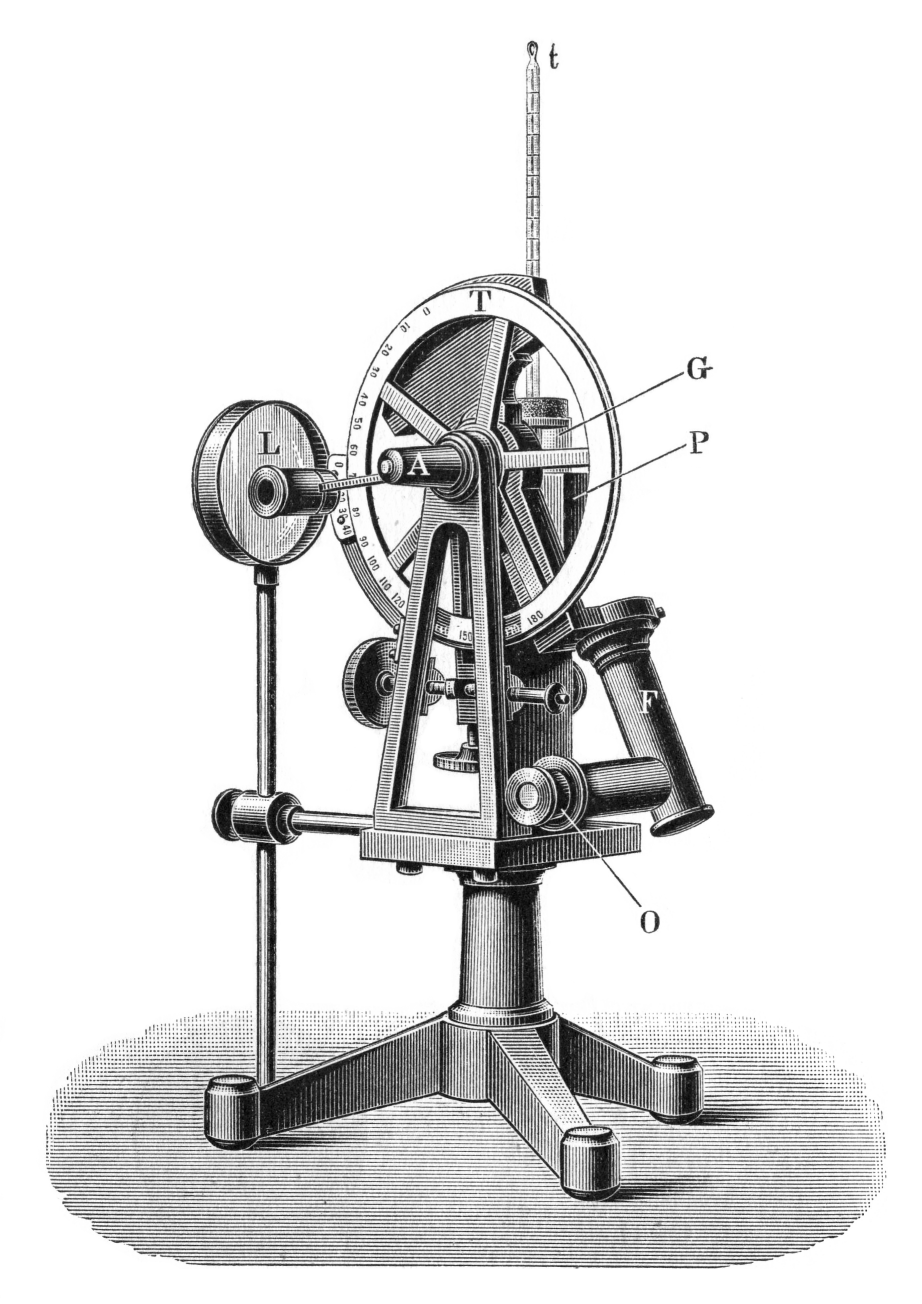
Illustration d'un réfractomètre, dans son ouvrage avec Hermann Ebbert de 1890.

- avec Wolf Dietrich Fischer : Aufsätze zur arabischen Wissenschaftsgeschichte (Essais sur l'histoire de la science arabe), 2 volumes, Hildesheim, New York, G. Olms, 1970[12].
- avec Dorothea Girke : Gesammelte Schriften zur arabisch-islamischen Wissenschaftsgeschichte (Écrits collectés sur l'histoire arabo-islamique des sciences), Francfort-sur-le-Main : Institut für Geschichte der Arabisch-Islamischen Wissenschaften an der Johann Wolfgang Goethe-Universität, 1986[13].
- avec Hermann Ebert (en) : Physikalisches Praktikum. Mit besonderer Berücksichtigung der physikalisch-chemischen Methoden, Braunschweig, 1890.
- Über die Naturwissenschaften bei den Arabern, Hambourg, 1890.
- Das neue Physikalische Institut der Universität Erlangen, 1896.
- Über Trinkgefäße und Tafelaufsätze nach al-Gazarî und den Benu Mûsà, Strasbourg, 1918.
- Zur Alchemie bei den Arabern, Erlangen 1922[2],[14].